# Vladimir Stojković
Vladimir Stojković (serbisch-kyrillisch Владимир Стојковић; * 28. Juli 1983 in Loznica, SR Serbien, SFR Jugoslawien) ist ein serbischer Fußballtorhüter.

## Karriere

### Im Verein
Stojković begann seine Torwartkarriere bei FK Zemun im Jahre 2003. Als große Hoffnung wechselte er zur Saison 2005/06 zu Roter Stern Belgrad. Nur eine Saison später ging Stojković nach Frankreich zum FC Nantes. Von dort wurde er im Januar 2007 für ein halbes Jahr an die niederländische Mannschaft Vitesse Arnheim ausgeliehen.
Seit Juli 2007 steht er bei Sporting Lissabon in Portugal unter Vertrag, der ihn 2009 an den FC Getafe, im Januar 2010 an den englischen Erstligisten Wigan Athletic und im August 2010 an Partizan Belgrad verlieh. Zusammen mit Cléo ist Stojković damit nach 20 Jahren der erste Spieler, der zuvor beim Roten Stern spielte und später zum Stadtrivalen Partizan Belgrad wechselte. In der Folge kam es zu Morddrohungen, die am 12. Oktober 2010 beim EM-Qualifikationsspiel Serbiens gegen Italien in Genua eskalierten, sodass Stojković sich in die Kabine der Heimmannschaft begab und sich in Angst vor den eigenen „Fans“ weigerte aufzulaufen. Mit Partizan Belgrad gewann er in der Saison 2010/2011 den Serbischen Pokal und dreimal hintereinander in den Saisons 2010/2011, 2011/2012 und 2012/2013 die Serbische Meisterschaft. Am 25. Januar 2014 lief sein Vertrag bei Partizan aus und er entschied sich dazu den Vertrag nicht zu verlängern und Partizan zu verlassen. Er wechselte in der Winterpause zum griechischen Erstligisten Ergotelis. Am 27. Januar bestritt er gegen Panionios Athen sein erstes Spiel für Ergotelis. Er konnte sich bei Ergotelis nicht durchsetzen, sodass er den Klub am Saisonende verließ. Am 10. Juni 2014 unterschrieb er einen Dreijahresvertrag beim israelischen Erstligisten Maccabi Haifa. In der Saison 2015/2016 gewann er mit Maccabi Haifa den Israelischen Pokal.
Am 24. August 2016 gab der englische Zweitligist Nottingham Forest die Verpflichtung von Stojković bekannt, aber er war bereits im Jahr darauf zurück bei Partizan. 2021 wechselte er nach Saudi-Arabien.

### In der Nationalmannschaft
Als Nationalspieler nahm er schon an der U-21-EM 2004 in Deutschland und 2006 in Portugal teil. Dabei wurde er 2004 mit der Mannschaft Serbien-Montenegros Vize-Europameister.
Mit der serbisch-montenegrinischen A-Nationalmannschaft war er bei der WM 2006 als Reservetorhüter in Deutschland dabei und qualifizierte sich mit der serbischen Nationalmannschaft für die Weltmeisterschaft 2010 in Südafrika. Dabei bestritt er alle drei Vorrundenspiele mit der Mannschaft.
Mit der serbischen Olympiamannschaft nahm er an den olympischen Spielen 2008 in Peking teil. Auch 2018 nahm er mit Serbien an der Fußball-WM teil und kam wieder in allen drei Vorrundenspielen zum Einsatz; Serbien schied wieder in der Vorrunde aus.

## Erfolge
- FK Roter Stern Belgrad
  - 2× Serbisch-Montenegrinischer Meister: 2003/04, 2005/06
  - 2× Serbisch-Montenegrinischer Pokalsieger: 2001/02, 2003/04

- FK Leotar Trebinje
  - 1× Bosnisch-Herzegowinischer Meister: 2002/03

- Sporting Lissabon
  - 1× Portugiesischer Pokalsieger: 2007/08
  - 2× Portugiesischer Supercup-Sieger: 2007, 2008

- FK Partizan Belgrad
  - 3× Serbischer Meister: 2010/11, 2011/12, 2012/13
  - 1× Serbischer Pokalsieger: 2010/11

- Maccabi Haifa
  - 1× Israelischer Pokalsieger: 2015/16